# Уали, Нургельды Макажанович
Нургельды Макажанович Уали (Уалиев) (01.07.1945) — учёный в области лингвистики, казахстанский языковед, один из основоположников казахского грамматологии

## Биография
Родился 1 июля 1945 года в селе Енбекшиказах Коксуского района Алматинской области.
В 1968 году с отличием окончил филологический факультет Казахского государственного университета им. С.М Кирова по казахскому языку и литературе. С 1968 по 1971 год учился в очной аспирантуре Института языкознания АН Казахской ССР.
С 1973 г. по настоящее время работает в Институте языкознания им. А. Байтурсынова
В 1993 году защитил кандидатскую диссертацию на тему «Фонологические основы казахской графики и орфографии».
В 2007 году защитил докторскую диссертацию по теоретическим основам казахской речевой культуры.
Он является основателем и организатором научного лингвистического издания «Тілтаным».

## Трудовая деятельность
1. 1973—1990 — младший научный сотрудник Института языкознания им. А. Байтурсынова
2. 1990—1995 — старший научный сотрудник Института языкознания им. А. Байтурсынова
3. 1995—2008 — заведующий отдела Института языкознания им. А. Байтурсынова
4. 1995—2009 — заместитель директора Института языкознания им. А. Байтурсынова
5. С 2009 по наст. время — главный научный сотрудник отдела языкознания Института языкознания им. А. Байтурсынова

## Научная деятельность
Ученый занимается теоретическими и практическими проблемами казахской языковой культуры, кодификацией литературных языковых норм и актуальными вопросами казахской фразеологии и вопросы культуры письма, семантических особенностей казахских слов, основ языковой экологии, норм казахского литературного языка лингвокультурологии, фонологии, фонетики, графики, орфографии.
Под руководством ученого защищено 13 кандидатских и 2 докторских диссертации.
Он руководит общей редакцией «Словаря казахского литературного языка», который издается с 2006 года. Вклад ученого в улучшение качества и словарного запаса словаря, который сегодня издается в томах I—XIII, весьма значителен.
1. «Культура речи» (1984)
2. «Трудности в казахском правописании» (1988)
3. «Фонологические основы казахской графики и орфографии» (1993)
4. «Благословение казахов» (1993; 2007)
5. «Фразеология и языковые нормы» (1997)
6. «Правописание сложных слов» (2001, соавтор)
7. «Орфографический словарь казахского языка» (1988, 2001, 2005, Соавтор)
8. «Массовая коммуникация и культура речи» (2004, соавтор)
9. «Орфоэпическое определение казахского языка» (2004, соавтор)
10. «Теоретические основы казахской словесности» (2007)
11. Учебник «Языковая культура» для вузов (2005, соавтор)
12. Учебник "Казахский язык. Культура слова " (2006, 2010)
13. Учебник «Казахский язык» для 6 класса 12-летней школы (2009)
14. Языковой портфель государственного служащего Республики Казахстан (2009, соавтор) и др.

## Награды и звания
1. Доктор филологических наук (2007)
2. Профессор
3. Нагрудный знак «Отличник образования Республики Казахстан» (1996)
4. Нагрудный знак «За заслуги в развитии науки Республики Казахстан» (2006)
5. Обладатель стипендии Международного фонда INTAS (1998—1999)
6. Лауреат Государственной научной стипендии Республики Казахстан для ученых и специалистов, внесших значительный вклад в развитие науки и технологий (2008—2010)
7. Орден «Курмет» (2013)